# Geschiedenis van de natuurkunde
De geschiedenis van de natuurkunde is de geschiedenis van de mens die de wereld om hem heen probeert te verklaren. In deze ontwikkeling zorgde de toenemende kennis voor grote veranderingen in de opvattingen over materie, in de wiskunde en in de filosofie. Nieuwe inzichten in de materie leidden tot technologische ontwikkelingen die de wereld en de maatschappij ingrijpend veranderden en veranderen.

## Inleiding
Wetenschappelijk onderzoek produceert theorieën, geen waarheden. Theorieën die bruikbaar zijn tot ze worden ontkracht door nieuwe inzichten. Men moet de geschiedenis van de natuurkunde altijd in dat licht bezien. Ideeën uit de oudheid kunnen nu uitermate onwaarschijnlijk lijken, maar ze boden vaak aanknopingspunten voor verder onderzoek dat leidde tot nieuwe ideeën. Natuurwetten zijn theorieën die het lang hebben volgehouden, hetgeen niet wil zeggen dat het waarheden zijn. Moderne natuurkundigen realiseren zich dat zij werken aan modellen: raamwerken waarin de werkelijkheid (zoals die zich voordoet) en theorie zonder tegenstrijdigheden samengaan.

## Vanaf de Oudheid tot de Verlichting
Al sinds de oudheid vraagt men zich af waarom verschillende stoffen verschillende eigenschappen hebben. En hoe zit het heelal in elkaar, wat is de hemel, waarom valt een appel naar beneden. Welke vorm heeft de aarde en draait de zon om de aarde of andersom. Het is kenmerkend voor de vroege natuurkunde dat een groot deel van deze vragen werd opgelost door ze te verklaren als veroorzaakt door het handelen van een of meer goden. Daarnaast waren er ook natuurkundige verklaringen, al bleken deze achteraf in het algemeen onjuist. De theorieën werden doorgaans ingebed in filosofische verhandelingen en zelden werden ze met systematisch onderzoek op hun waarde en validiteit beoordeeld. Toch boden ze voldoende houvast om te komen tot indrukwekkende prestaties, zoals de piramides, de scheepvaart en de navigatie.
De eigenschappen van de niet-levende natuur worden al bestudeerd sinds de oudheid, parallel aan – en vaak vervlochten met – de studie van de levende natuur (biologie) en de wereld op zich (geologie en geografie). Tot het einde van de middeleeuwen werd de natuurkunde gedomineerd door religieuze opvattingen en veel wetenschappers konden hun onderzoeken niet in vrijheid uitvoeren of publiceren. De kerk oefende grote druk, censuur en zelfs geweld uit om het primaat op de wijsheid te behouden.
Maar vanaf ca. 1600 voltrok zich een revolutie die de 'hedendaagse' natuurkunde inluidde. Dankzij de renaissance en de Verlichting won de ratio (of de rede) het van het geloof en ontstond er ruimte voor vrij en wetenschappelijk onderzoek en denken. Deze nieuwe periode bracht wetenschappers als Isaac Newton, Christiaan Huygens, Gottfried Leibniz en Blaise Pascal voort en de fundamenten voor de klassieke mechanica. Een tweede revolutie leidde rond 1900 tot de moderne natuurkunde waarin eindelijk werkbare theorieën over de aard van materie, licht en zwaartekracht konden worden geformuleerd.

### India
India wordt door velen gezien als de bakermat van de filosofie en de wiskunde. Maar ook op het gebied van de astronomie werden in India al vroeg baanbrekende ideeën geformuleerd. Al in 2400 v.Chr. beschikte men in Lothal, een havenstad tijdens de Indusbeschaving, over een kompasroos waarmee de horizon en de hemel in cirkeldelen konden worden verdeeld en waarmee de posities van sterren konden worden bepaald.

### Griekenland
Belangrijk in de ontwikkeling van de Griekse natuurwetenschappen waren Plato (427–347 v. Chr) en Aristoteles (384–322 v.Chr.). Plato stelde dat de natuur alleen onderzocht kan worden door rationeel denken, eventueel in combinatie met de wiskunde. Plato kwam zo onder meer tot het model dat de hemellichamen zich bevonden op concentrische bollen (wiskundig perfecte vormen) die afzonderlijk van elkaar rond de aarde bewogen, wat de banen min of meer zou verklaren. De aarde zou zich in het centrum hiervan bevinden. Men vermoedt dat hij er zelf niet van uitging dat dit helemaal klopte; dit zou in de middeleeuwen echter wel als een vaststaand feit worden aangenomen. Claudius Ptolemaeus (87–150) was een belangrijke geleerde in Alexandrië, het centrum van Hellenistische wetenschap. Hij schreef de Almagest, een werk over de astronomie en kosmologie, welk voor vele eeuwen de toon zou zetten voor de wetenschap in die onderzoeksgebieden. Hierin beschreef hij de bewegingen van diverse hemellichamen, waarmee de beweging kon worden voorspeld tot op zekere hoogte. Verder speelden Claudius Galenus (129–199), in de geneeskunde en biologie, en Heron van Alexandrië (10–70), een uitvinder, een belangrijke rol in de ontwikkeling van de natuurwetenschappen. Galenus combineerde, in tegenstelling tot veel van zijn voorgangers, de theoretische met de empirische kant van het onderzoek. Heron was vooral van belang voor de landmeetkunde, en hij vond enkele apparaten uit die werkten op stoom- en waterdruk.

## Van de Verlichting tot de Industriële revolutie

### 17e eeuw
De experimenten van Galileo Galilei wezen in een andere richting dan de Griekse natuurkunde. Zo maakte hij aannemelijk dat niet de aarde, maar de zon in het middelpunt van het zonnestelsel stond en creëerde zo het heliocentrische wereldbeeld. Hij was tevens de eerste die systematisch de zwaartekracht onderzocht, en ontdekte dat alle voorwerpen dezelfde valversnelling ondervinden.
In 1609 en 1619 formuleerde Johannes Kepler zijn drie wetten over de beweging van de planeten om de zon. Dit was een belangrijke stap voorwaarts voor de heliocentrische theorie van Galilei. Kepler gaf echter geen verklaring waarom de planeten juist in ellipsbanen bewogen.
Christiaan Huygens vond als eerste de juiste botsingswetten, waar Descartes niet in geslaagd was. Tevens ontdekte Huygens met zijn middelpuntzoekende kracht de mechanica van de kromlijnige beweging, wist hij de slinger correct te beschrijven.
In 1660 ontdekte Robert Hooke zijn wet over veren, nu bekend als de wet van Hooke, die zegt dat de kracht die een veer uitoefent evenredig is met de afstand waarover hij is ingedrukt of uitgerekt. Ook stelde hij als eerste een omgekeerde kwadratenwet voor om de beweging van de planeten te verklaren, maar slaagde er niet in te bewijzen dat een dergelijke wet ellipsbanen veroorzaakte.
Het verschijnen van de Philosophiae Naturalis Principia Mathematica (Wiskundige beginselen van de natuurfilosofie, meestal Principia genoemd) van Isaac Newton in 1687 betekende een enorme stap voorwaarts voor de hele natuurkunde. In dit werk introduceerde Newton de basiswetten voor de mechanica, de drie wetten van Newton. Ook leidde hij uit de wetten van Kepler de universele zwaartekrachtswet af, die zegt dat de kracht F waarmee twee voorwerpen elkaar aantrekken recht evenredig is met de massa's m1 en m2 van beide voorwerpen en omgekeerd evenredig met het kwadraat van de afstand r tussen de voorwerpen. In formulevorm luidt deze wet {\displaystyle F=G{\frac {m_{1}m_{2}}{r^{2}}}}, met G de gravitatieconstante. Deze constante werd in 1783 door Henry Cavendish voor het eerst nauwkeurig bepaald. De formulering van de universele zwaartekrachtswet betekende een unificatie tussen de wetten van de mechanica op aarde en die in de rest van het heelal.

### 18e eeuw
In 1732 werd Laura Bassi de eerste vrouwelijke hoogleraar, en daarmee ook de eerste vrouwelijke hoogleraar in de fysica. Zij hield zich onder andere bezig met toepassingen van de theorie van Newton.
Joseph-Louis Lagrange publiceerde in 1788 zijn boek Mécanique analytique. Dit boek bevatte alle mechanica die sinds Newton ontwikkeld was en was bovendien het eerste mechanicaboek zonder illustraties. Hierin introduceerde hij het Lagrange-formalisme, waarin de mechanica wordt beschreven in termen van een functie, de Lagrangiaan, die afhangt van zogenaamde gegeneraliseerde coördinaten en snelheden. Het gedrag van het systeem kan vervolgens bepaald worden door het oplossen van een stelsel differentiaalvergelijkingen.
In 1834 introduceerde William Rowan Hamilton een ander formalisme, het Hamiltonformalisme, waarin gebruikgemaakt wordt van gegeneraliseerde coördinaten en impulsen. De ideeën die hij hierin ontwikkelde, zijn later van groot belang gebleken bij de ontwikkeling van de kwantummechanica.
Belangrijk onderzoek van elektrische verschijnselen.

### 19e eeuw
De 19e eeuw bracht een eerste samensmelting van twee tot dan toe als verschillend aangemerkte terreinen van de natuurkunde: magnetisme en elektriciteit werden verenigd door de formulering van de wetten van Maxwell door James Clerk Maxwell in de jaren 60 van de eeuw.

## De moderne Natuurkunde
De moderne fysica ontstond door het zoeken naar een verklaring voor een aantal fenomenen die niet met behulp van de klassieke fysica kon gegeven worden. Deze problemen stonden haaks op het enorme succes van de theorieën van onder anderen Newton en Maxwell, dewelke een volledige kijk leken te geven op bijna alle (toen bekende) fenomenen. Hoewel men oorspronkelijk niet zo zwaar tilde aan deze – vaak technische – problemen, bleek het onmogelijk een antwoord te geven met behulp van kleine wijzigingen aan de bestaande theorieën van zwaartekracht en elektromagnetisme. Tegen het begin van de 20e eeuw werd de lijst van problemen zo groot, dat het duidelijk was dat men wel nieuwe theorieën moest bedenken.

### De 20e eeuw
Aan het eind van de 19e eeuw begon een aantal natuurkundigen zich zorgen te maken over de problemen die ontstonden bij het toepassen van de klassieke natuurwetten in verschillende coördinatenstelsels. Een van deze problemen was dat een waarnemer die met dezelfde snelheid bewoog als een lichtstraal, het licht als een stilstaande golf zou zien, een verschijnsel dat volgens de wetten van Maxwell onmogelijk is. Ook aan de experimentele zijde ontstonden problemen: het experiment van Michelson en Morley toonde in 1887 aan dat het licht zich niet, zoals daarvóór werd aangenomen, voortplantte in een ether, maar dat de snelheid ervan onafhankelijk was van de snelheid van de waarnemer. Op grond van deze resultaten werden door onder anderen Poincaré en Lorentz aanpassingen aan de klassieke mechanica voorgesteld.

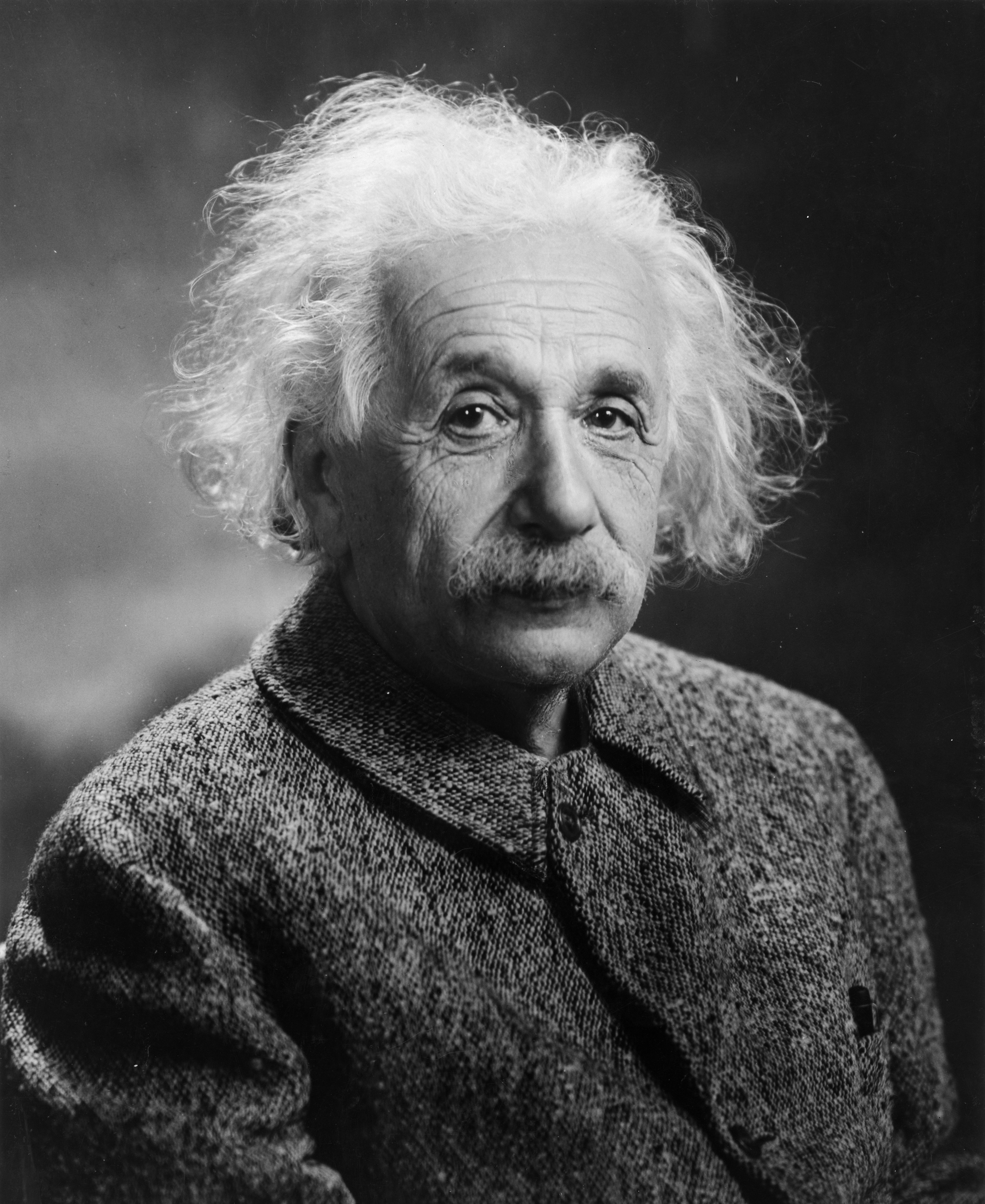
Albert Einstein

In 1905 publiceerde Albert Einstein de speciale relativiteitstheorie, die uitging van het principe dat de natuurwetten in alle inertiaalstelsels dezelfde vorm moeten hebben. Deze theorie gaat uit van een vierdimensionale ruimtetijd, Minkowski-ruimte genoemd, waarin ruimte en tijd in zekere zin gelijkwaardig zijn. Ze impliceert verschijnselen als lengtecontractie, tijddilatatie en massatoename bij snelheden die de lichtsnelheid, c, de maximale door de natuur toegestane snelheid, benaderen, evenals de legendarisch geworden formule E=mc2.
Omdat de speciale relativiteitstheorie alleen van toepassing was in situaties waar geen zwaartekracht aanwezig was, wijdde Einstein zich vanaf 1905 aan de algemene relativiteitstheorie, die hij in 1915 in zijn uiteindelijke vorm publiceerde. Hierin breidde Einstein het relativiteitsprincipe met het zogenaamde equivalentieprincipe: zwaartekracht is lokaal niet te onderscheiden van een versnelde beweging. De mechanica die uit deze theorie voortvloeit is wiskundig veel ingewikkelder dan die in zowel de klassieke mechanica als de speciale relativiteitstheorie. Dit wordt veroorzaakt doordat de ruimtetijd in de algemene relativiteitstheorie gekromd is en doordat veelvuldig gebruikgemaakt wordt van tensoren.

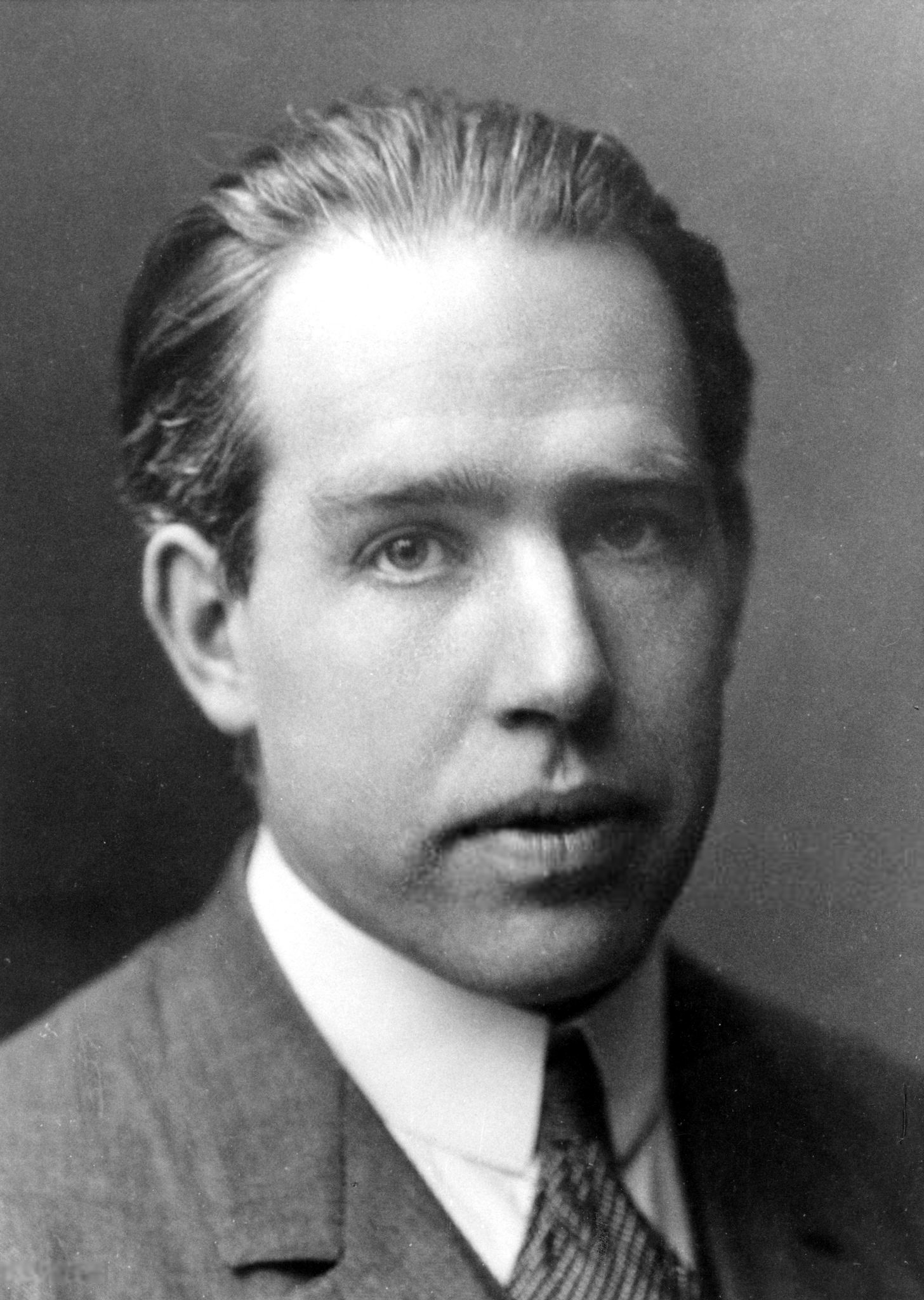
Niels Bohr

Behalve op de macroscopische schaal van de relativiteitstheorie werd de mechanica ook grondig beïnvloed door de kwantummechanica, die vanaf 1900 ontwikkeld werd door onder anderen Planck, Bohr, Schrödinger, Paul Dirac en Heisenberg. Ook Einstein heeft op dit gebied baanbrekend werk verricht, al kon hij zich met de consequenties ervan voor zijn deterministische wereldbeeld niet verzoenen. In de kwantummechanica heeft een fysisch systeem geen exact bepaalbare waarden van alle fysische grootheden tegelijk. De toestand van een fysisch systeem wordt bovendien onvermijdelijk beïnvloed door een meting die erop worden verricht. Een fysisch systeem wordt beschreven door een golffunctie, waaruit de kans af te leiden is dat van een fysische grootheid een zekere waarde gemeten wordt. Andere fysische grootheden die niet 'commuteren' met de gemeten grootheid, zijn na de meting geheel onbepaald. De golffunctie ontwikkelt zich in de tijd volgens de zogenaamde schrödingervergelijking. In de kwantummechanica is niet meer de kracht, maar de potentiaal de fundamentele grootheid die de ontwikkeling van de golffunctie beïnvloedt, een grootheid die overigens ook in de klassieke mechanica al een belangrijke rol speelde.

### Heden
Na de Tweede Wereldoorlog werden er steeds meer elementaire deeltjes ontdekt en om deze in een algemene theorie onder te brengen werd het standaard model ontwikkeld. Later volgden de diverse snaartheorieën om de fundamentele materie te verklaren. Tegenwoordig, rond het begin van de 21e eeuw, worden er steeds esoterischer theorieën ontwikkeld om de structuur van ons heelal te verklaren zoals het holografisch universum en het multiversum. De wiskundig natuurkundige Max Tegmark heeft zelfs de theorie opgesteld dat wiskunde niet alleen beschrijft hoe ruimte, energie en tijd werken maar dat onze werkelijkheid wiskunde is: in de kern bestaat het universum uit een wiskundige constructie.